# Oregonská stezka
Oregonská stezka (anglicky Oregon Trail) byla jednou z hlavních migračních suchozemských cest v Severní Americe. Začátek stezky byl u Independence na řece Missouri, dále postupovala rovinatou krajinou ke Skalnatým horám, kde procházela Jižním průsmykem, který je poměrně nízko položen. Následovala poměrně kopcovitou stepí do Fort Hall, dále přes řeku Snake, špatně průchodnými Modrými horami a nakonec přes řeku Utmillu, až k městu Columbia na severozápadě Oregonu.

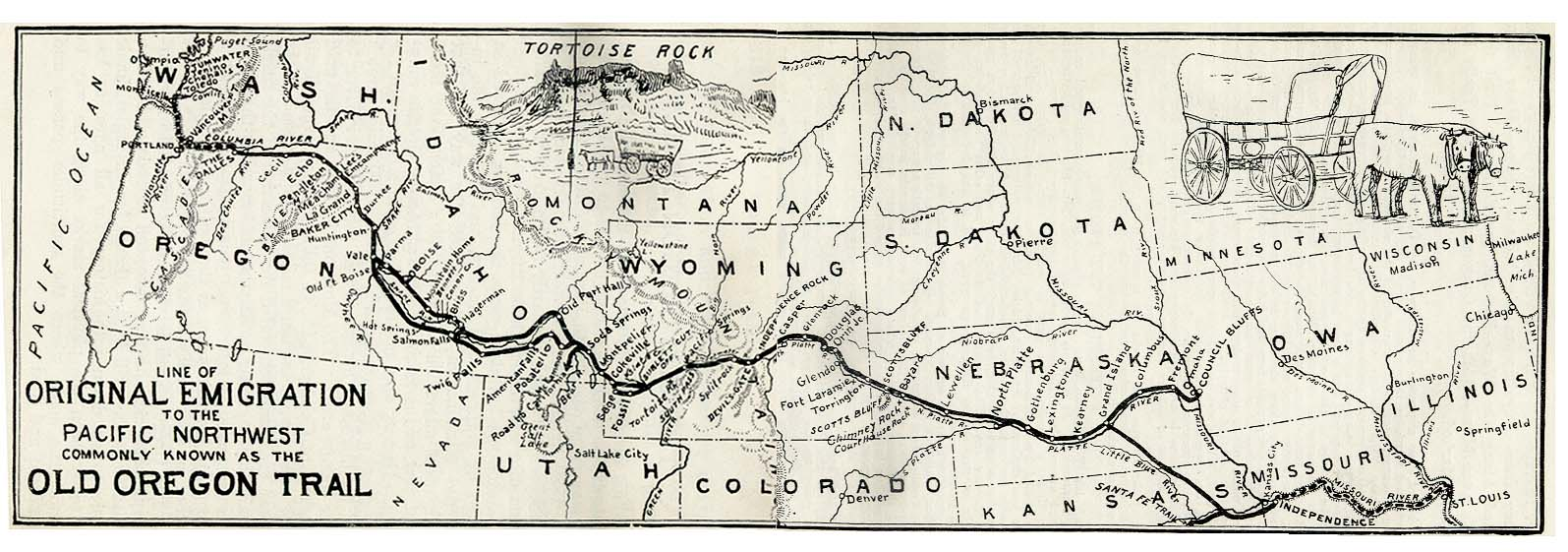
Mapa Oregonské stezky z roku 1907

## Historický vývoj
Zakladateli a prvními cestovateli, kteří využívali Oregonskou stezku byli lovci kožešin. V roce 1841 prvních 80 žen, mužů a dětí vedených Johnem Bidwellem úspěšně se svou karavanou prošlo až do Oregonu. Počty přistěhovalců do Oregonu se postupně zvyšovaly. Roku 1843 jich bylo na 1000 a v roce 1845 dokonce tento počet stoupl na 3000. Využívali ji osadníci, chovatelé dobytka, rolníci, horníci a obchodníci směřující na severozápad. Část z nich ale také používala pouze východní úsek Oregonské stezky, protože její východní část splývala s Kalifornskou, Bozemanovou a Mormonskou stezkou, než se odklonily všechny jinými směry. Po dokončení stavby První transkontinentální železnice firmami Union Pacific a Central Pacific v roce 1869 význam stezky výrazně upadl, jelikož železnice byla pro cestovatele výhodnější. V roce 1883 dokonce železniční společnost Northern Pacific Railroad spojila železnicí i Portland v Oregonu. Tato železnice pak spojovala město především s městy, která byla vybudována podél stezky.
Většina cestovatelů se pokoušela cestu zdolat mezi dubnem a květnem, dokud ještě bylo kolem dost trávy pro pastvu zvířat. Kvůli každodenní potřebě vody, píce pro dobytek a paliva pro ohně tak stezka musela sledovat četné vodní toky. Stezka také musela být speciálně upravena pro povozy. Lidé po stezce cestovali v kočárech, karavanách, na koni, voru či lodi, nebo také pěšky, aby mohli v zemi Oregon založit nová hospodářství, životy a obchody. V této době bylo teritorium zvané země Oregon z poloviny americké a z poloviny britské. Britové ale pro něj využívali název Columbia District.
Čtyř- až šestiměsíční cesta vede napříč polovinou celého kontinentu. Celkem měří zhruba 3 200 kilometrů a protíná šest amerických států - Missouri, Kansas, Nebrasku, Wyoming, Idaho a Oregon. Odbočky pak vedly do dalších šesti států – Colorada, Utahu, Nevady, Kalifornie, Washingtonu a Montany.